# Yoshinori Kanada
Yoshinori Kanada (en japonés: 金田 伊功, Kanada Yoshinori, Prefectura de Nara, 5 de febrero de 1952-Tokio, 21 de julio de 2009) fue un influyente animador japonés originario de Nara, Japón. Es conocido por su popular trabajo de 1984 Birth, una de las primeras OVAs lanzadas en el mercado.
Aunque no creó muchos diseños de personajes, fue famoso por sus habilidades de animación de personajes.
Su trabajo en Galaxy Express 999 (1979) y Harmagedon (1983) fue muy influyente para toda una generación de animadores en Japón. Estos dos trabajos sirvieron de manera parcial como inspiración para el arte movimiento Superflat de Takashi Murakami. Durante los años '80 y los años '90, trabajó muy cercanamente al director Hayao Miyazaki en varias películas, desde Nausicaä del Valle del Viento (1984) hasta La princesa Mononoke (1997). Es también conocido por ser uno de los primeros en romper con las estrictas reglas de animación que se llevaban hasta ese momento, permitiendo a los animadores clave individuales ejercer su propio estilo en una obra en particular. Murió a raíz de un infarto en Tokio el 21 de julio de 2009.  Su trabajo inspiró el arte y trabajo de varios animadores, tales como Hiroyuki Imaishi, Masahito Yamashita, Akira Amemiya y Masami Obari. el episodio final de Panty & Stocking with Garterbelt fue dedicado en su memoria, y su influyente trabajo obtuvo elogios especiales de muchas figuras de la industria, como Hayao Miyazaki.